# Rob Nguyen
Rob Nguyen (Brisbane, 18 de agosto de 1980) é um ex-automobilista australiano de origem vietnamita.

## Carreira

### Aprovação nos estudos, testes e estreia na Fórmula VW
Ao contrário da maioria dos pilotos, Nguyen, filho de um vietnamita imigrado para a Austrália, nunca disputou campeonatos de kart em sua carreira - disputou algumas corridas somente por diversão -, iniciada em 2001 na Fórmula Volkswagen alemã, sendo que um ano antes teve que fazer bacharelado em Administração de Negócios, na Universidade de Lausanne (Suíça).
Bem-sucedido nos estudos, foi premiado com um teste em um carro de corrida, realizado na Áustria com um monoposto de Fórmula Vauxhall, sob os olhares de Walter Penker, conhecido olheiro de pilotos do país. Surpreso, Penker convidou Nguyen para um segundo teste, e o australiano chegou a ser comparado com Hubert Stromberger, piloto da CART na metade da década de 1990. Ambos pilotariam o mesmo carro, e Nguyen fez um tempo um segundo mais lento que Stromberger. Sem hesitar, Penker contratou o jovem piloto para sua equipe, em 2001.
Em sua primeira corrida como piloto profissional, Nguyen surpreendeu com um bom desempenho no treino classificatório: debaixo de chuva, largaria em quinto lugar, mas problemas elétricos impediram uma evolução maior de Nguyen, que terminaria em décimo-primeiro lugar. Em Lausitzring, cravou a pole-position, e chegou a liderar boa parte da prova, mas no final perdeu a liderança para o alemão Sven Barth, e terminaria em segundo lugar.
Durante a temporada, Nguyen mostrou rapidez nas corridas, mas sua inexperiência o prejudicava em alguns momentos. A última corrida, em Oschersleben, largou em quinto, cometeu um erro ao tentar ultrapassar Philip Cloostermans e caiu para sétimo, mas se recuperou e obteve a terceira posição no pódio. Em alguns meios de comunicação, chegou a ser apelidado de "Kimi Räikkönen asiático".
Walter Penker decidiu apoiar Nguyen em uma categoria mais expressiva em 2002, lhe oferecendo um teste por alguma escuderia da Fórmula 3000 europeia, e a escolhida foi a Team Ghinzani, chefiada por Piercarlo Ghinzani, ex-piloto de Fórmula 1. Nguyen novamente roubava a cena, pois conseguiu um tempo sete décimos mais rápido que o do titular e ficou a um único décimo do recorde que a Ghinzani conseguiu em Vairano.
Espantado, Penker fez uma proposta mais ousada a Nguyen: a promoção direta para a F-3000 internacional ainda em 2002.

## Fórmula 3000
Rob foi chamado pela equipe Team Astromega para uma sessão de testes, juntamente com os brasileiros Mário Haberfeld e Rodrigo Sperafico e o dinamarquês Nicolas Kiesa. No primeiro dia, o australiano fez um tempo apenas 1s3 mais lento que a marca de Haberfeld, que tinha três temporadas de F-3000 no currículo. Em seguida, melhorou sua marca em mais de um segundo e ficou a apenas oito décimos do brasileiro.
Sua estreia na categoria foi em Interlagos. Nguyen chegou à pista doente (perdeu dois quilos e meio em poucos dias), não conhecia o traçado e fez ainda um fraco treino livre. Já no treino classificatório, largou em décimo-segundo. Ganhou quatro posições na largada, mas rodou algumas vezes e chegou a tocar rodas em momentos de disputa de ultrapassagem. No final. terminou em 13º e acabou parando no centro médico, reclamando de lesão na coluna.
Não pontuaria nas quatro provas seguintes, e Nguyen conquistaria seus primeiros pontos graças ao quinto lugar obtido no GP de Nurburgring, pista que Nguyen conhecia desde a época de Fórmula VW. Ficaria longe da zona de pontuação nas outras seis etapas, encerrando a temporada em 13º lugar, com dois pontos.

## A temporada de 2003 e a demissão repentina
Mesmo com um desempenho modesto, Nguyen chamaria a atenção de equipes maiores da F-3000 e até da Fórmula 1, mas ele ainda teria que completar o contrato com a Astromega para 2003, chegando a fazer teste pela equipe em outubro de 2002 com o alemão Tony Schmidt. Muitos davam como certa a parceria Nguyen-Schmidt na Astromega, porém tudo foi perdido quando boatos davam conta de que o australiano não permaneceria no time. Sam Boyle, diretor da Astromega, declarou que tudo era falso e que Nguyen continuaria sendo seu piloto. Quando a FIA anunciou a lista de inscritos para a temporada de 2003, a surpresa: Nguyen estava fora da relação - o belga Jeffrey van Hooydonk ganhou a disputa e seria companheiro de equipe de Schmidt.
Sem dinheiro, Nguyen teve que procurar outra equipe para correr em 2003. O destino escolhido foi a BCN Competición, equipe novata liderada pelo argentino Enrique Scalabroni. A vaga de Nguyen pertencia anteriormente a Gastón Mazzacane, compatriota de Scalabroni, que ainda assim o dispensaria antes do campeonato começar.
A passagem de Nguyen pela BCN começou mal: mesmo com problemas vividos por outros pilotos, ele não passaria do 17º posto. Mas para sorte do piloto, a pontuação seria destinada aos oito primeiros, e ele conquistou o último lugar destinado à zona pontuável. Na etapa de Barcelona, largou em 15º, fez uma boa largada, evitou um engavetamento que tirou alguns pilotos na primeira curva, ultrapassou alguns pilotos e chegou ao quinto lugar, resistindo aos ataques de Zsolt Baumgartner e Tony Schmidt, seu ex-companheiro de equipe. Em A-1 Ring, foi surpreendido pelo novo companheiro da BCN, o italiano Alessandro Piccolo, que largou e chegou à sua frente - Nguyen terminaria em 13º.
Quando a F-3000 chegou em Mônaco, nova surpresa para Nguyen: Enrique Scalabroni, dono da BCN, o demitiu, por falta de dinheiro - o norte-americano Will Langhorne ocupou seu lugar. Ainda chegou a fazer testes na equipe Coloni, mas o time italiano não contratou Nguyen para a temporada de 2004 - última da história da Fórmula 3000.

## Final de carreira
Chateado por ter sido demitido da BCN, Nguyen voltaria à Austrália para tentar consolidar a carreira de piloto no país natal. Uma equipe de ponta da Fórmula 3 australiana mostrou interesse em sua contratação, mas Rob, alegando que isso seria um grande erro, recusou o convite.
Acertou contrato com a equipe Hocking Motorsport para disputar a Fórmula Holden 4000, categoria que usava antigos carros da divisão europeia. Por conta do acerto tardio, perdeu a primeira corrida, realizada em Mallala. Estreou na F-Holden em Winton, conquistando duas vitórias - únicas de sua carreira. Rob disputou mais duas rodadas duplas e conseguiu três terceiros lugares, finalizando a temporada em terceiro. Mas o resultado não foi o bastante, pois o australiano não encontrou novo patrocínio para um eventual retorno ao automobilismo europeu. Sabendo que não teria outra chance, Nguyen decidiu pendurar o capacete, aos 25 anos.